# Einstellung (Psychologie)
Einstellung (in der meist englischen Fachliteratur attitude) bezeichnet in der Psychologie die aus der Erfahrung kommende Bereitschaft eines Individuums, in bestimmter Weise auf eine Person, eine soziale Gruppe, ein Objekt, eine Situation oder eine Vorstellung wertend zu reagieren, was sich im kognitiven (Annahmen und Überzeugungen), affektiven (Gefühle und Emotionen) und behavioralen (Verhaltensweisen) Bereich ausdrücken kann. Beispiele für Einstellungen sind Vorurteile, Sympathie und Antipathie oder der Selbstwert. Einstellungen haben die Funktion, Objekte einzuschätzen sowie durch Identifikation und Distanzierung zu Individuen soziale Anpassung zu erreichen.
Die Einstellungsforschung klärt die Zusammenhänge von Einstellungen, Verhalten und Handeln. Sie fragt vor allem danach, unter welchen Bedingungen Einstellungen zustande kommen, wie dauerhaft diese sind und unter welchen Bedingungen sie geändert werden.

## Definitionen
Eine Einstellung wird nach Gordon Allport definiert als mentaler und neuraler Bereitschaftszustand, der durch die Erfahrung strukturiert ist und einen steuernden Einfluss ausübt auf die Reaktionen des Individuums gegenüber allen Situationen und Objekten, mit denen dieses Individuum eine Beziehung eingeht.
Etwas ausführlicher ist die Definition von Harry C. Triandis: „Eine Einstellung ist eine mit Emotionen verbundene Vorstellung, die eine Klasse von Handlungen in einer besonderen Klasse sozialer Situationen aktiviert. Sie besteht aus kognitiven, affektiven und konativen Elementen und erfüllt mehrere Funktionsarten: Sie hilft dem einzelnen sich anzupassen, sein Selbst zu bewahren, die eigenen Wertvorstellungen zu verwirklichen und seine Umwelt zu verstehen“.
Einfacher gesagt handelt es sich bei einer Einstellung um eine auf Erfahrungen beruhende (Reaktions-)Tendenz, die sich dadurch ausdrückt, dass man ein Einstellungsobjekt mit Zuneigung oder Ablehnung bewertet und behandelt.

### Explizite und implizite Einstellungen
Man unterscheidet zwischen „expliziten“ Einstellungen als bewusste, verbalisierbare Bewertungen und schnellen, automatischen und unbewussten Bewertungen, den „impliziten“ Einstellungen. Implizite Einstellungen beruhen auf Inhalten des impliziten Gedächtnisses und lassen sich als konsistente Reaktionsweise auf bestimmte Einstellungsobjekte verstehen, also als eine Tendenz, etwas unbewusst als eher positiv oder negativ zu beurteilen. Implizite Einstellungen  können beispielsweise mit dem Impliziten Assoziationstest erfasst werden. Explizite Einstellungen unterscheiden sich von impliziten Einstellungen insbesondere durch die Möglichkeit, diese bewusst zu korrigieren, zum Beispiel bei sozialer Unerwünschtheit einer bestimmten Reaktionsweise.
Vorurteile sind ein gutes Beispiel für den Unterschied zwischen impliziter und expliziter Bewertung. Während mittlerweile die meisten Menschen auf Befragung angeben, keine Vorurteile zum Beispiel gegen Minderheiten zu hegen (explizite Bewertung), zeigen sich in „objektiven“ Tests – die gemäß Cattell selbstbeurteilungsfreie Messergebnisse erbringen – immer noch unbewusste Vorurteile (implizite Bewertung). Menschen werten in der Regel gleichsam automatisch ihre eigene Gruppe als positiver als eine Gruppe, zu der sie nicht gehören (Fremdgruppe). Andererseits kann man etwa gelernt haben, dass es falsch sei, dies zu tun, was eine Korrektur der expliziten Bewertung auslösen kann. Denselben Unterschied zwischen expliziter und impliziter Einstellung findet man gegenüber der Mathematik.

## Herkunft von Einstellungen
Einstellungen haben drei mögliche Quellen; sie können affektive, behaviorale (Verhaltens-) oder cognitive Ursachen haben (das „ABC der Einstellungen“). Meist sind Erfahrungen, also Inhalte des Langzeitgedächtnisses, für die Bewertungen verantwortlich; es können jedoch auch andere, zum Beispiel physiologische oder andere körperliche Gründe vorliegen. Getrennt aufgewachsene eineiige Zwillinge haben ähnlichere Einstellungen als zweieiige Zwillinge, was auf eine genetische Komponente hinweist.
Die Einstellung zu einem Staubsauger wird hauptsächlich von rationalen Erwägungen abhängen, d. h. von seinen technischen Eigenschaften und seinem Preis-Leistungs-Verhältnis. Die Einstellung gegenüber einem Parfüm hingegen wird eher von dem Gefühl bestimmt sein, das sein Duft in uns erzeugt. Es ist auch möglich, dass die Einstellung zu einem Objekt davon bestimmt wird, wie wir uns ihm gegenüber verhalten. So kann ich aus der Tatsache, dass ich etwas oft tue, folgern, dass ich es gerne tue und dementsprechend eine positive Einstellung gegenüber dem Verhalten entwickeln.

### Affektiv basierte Einstellungen
Einstellungen können im individuellen Geschmack begründet sein, zum Beispiel ästhetische Vorlieben in der Kunst. Tradierte moralische oder religiöse Werte können die Gefühle gegenüber Einstellungsobjekten ebenfalls beeinflussen. Kinder mögen Süßes, weil ihre Geschmacksknospen noch nicht vollständig ausgebildet sind. Vorlieben und Abneigungen können auch durch instrumentelle, operante und klassische Konditionierung erworben werden. Bei der klassischen Konditionierung wird ein neutraler Reiz mit einem anderen Reiz zeitgleich dargeboten, der bereits eine bestimmte Reaktion auslöst, bis der neutrale Reiz ebenfalls die Reaktion des anderen Reizes auslöst. Wenn ein Kind die Sommerferien stets bei der Großmutter verbringt, dort umhegt wird und es dort leicht nach Mottenkugeln riecht, so wird der Geruch von Mottenkugeln (unkonditionierter Reiz) später u. U. mit dem angenehmen Gefühl der Geborgenheit verknüpft werden und schon von selbst angenehme Gefühle auslösen. Im Falle operanter Konditionierung wird ein freiwillig ausgeführtes Verhalten durch Belohnung verstärkt oder durch Bestrafung verringert. So kann die Anerkennung meiner Freunde für das S-Bahnsurfen dazu führen, dass ich dies öfter tue und eine positive Einstellung gegenüber dem S-Bahnsurfen entwickle bzw. dass diese verstärkt wird.
Eine andere Quelle affektbasierter Einstellungen ist das Modell-Lernen, bei dem Einstellungen von Personen übernommen werden, an denen man sich orientiert. Wenn mein favorisierter Popsänger viele Piercings trägt, dann ist es möglich, dass auch ich eine positive Einstellung gegenüber dieser Mode entwickle. Die Identifikation mit einem Idol führt hier zu dem Wunsch, ihm möglichst ähnlich zu sein und damit zur Übernahme seiner Einstellungen. Die persuasive Kommunikation ist eine weitere Möglichkeit zum Erwerb von affektbasierten Einstellungen. Werbung versucht oft, Assoziationen zwischen der angepriesenen Ware und positiven Gefühlen herzustellen, zum Beispiel zwischen Zigaretten und Freiheit, oder zwischen Versicherungspolicen und Sicherheit (s. Abschnitt „Einstellungsänderung“).

### Verhaltensbasierte Einstellungen
Nach der Selbstwahrnehmungstheorie von Daryl Bem ziehen wir Erinnerungen an unser eigenes Verhalten zurate, wenn unsere Einstellung bezüglich eines Objektes schwach oder mehrdeutig ist. Diese Methode kommt häufig zum Einsatz, wenn man in Geschmacksfragen Stellung beziehen soll, über die man sich noch keine explizite Meinung gebildet hat („Magst Du …?“).

### Kognitiv basierte Einstellungen
Diese Bewertungen beruhen auf objektiven Informationen über das Einstellungsobjekt. Besonders vor wichtigen Entscheidungen wird man versuchen, möglichst viele Informationen auszuwerten, bevor die endgültige Bewertung feststeht.

## Wirkung von Einstellungen
Einstellungen können sich auf dreierlei Weise äußern, auch hier gilt das „ABC der Einstellungen“:
- A (affective) – Die affektive Komponente bezieht sich auf die emotionale Einstellung gegenüber dem Objekt bzw. dessen gefühlsmäßige Bewertung. Hierzu zählen z. B. Sympathie und Antipathie.
- B (behavioral) – Die behaviorale Komponente ist das Verhalten gegenüber dem Einstellungsobjekt. Bei Sympathie könnte die Verhaltenskomponente zum Beispiel Freundlichkeit sein, bei Vorurteilen die Diskriminierung.
- C (cognitive) – Die kognitive Komponente umfasst Meinungen, Informationen, Argumente über ein Einstellungsobjekt. Es handelt sich um die in der Regel bewusste, verbalisierbare, rationale Objektbewertung. Bei Sympathie kann man vielleicht Gründe angeben, zum Beispiel war die Person in der Vergangenheit mehrmals hilfsbereit. Vorurteile werden oft mit Anekdotischer Evidenz kognitiv „untermauert“, zum Beispiel „Warum gibt es denn wohl so wenige Frauen in Führungspositionen?“

## Einstellungsstärke
Die Stärke einer Einstellung lässt sich darüber operationalisieren, wie schnell sie verfügbar und wie schwer sie zu verändern ist. Es existieren einige objektive Tests zur Messung von Richtung und Stärke von Einstellungen, deren Ergebnisse die Probanden gelegentlich überraschen.
Implizite Einstellungen können über Reaktionszeitunterschiede bei simultaner oder zeitnaher Präsentation (wie beim Impliziten Assoziationstest und dem affektiven Priming) von Einstellungsobjekt und einem anderen Einstellungsobjekt mit eindeutiger emotionaler Valenz ermittelt werden (das Wort „Tod“ hat bspw. eine klare negative Valenz für alle Menschen). Die Reaktionsgeschwindigkeit wird als Indikator für die Stärke der Einstellung herangezogen, wobei die Stärke statistisch aufgrund von Vergleichsgruppen (sog. Normpopulationen) ermittelt wird.
Affektive Einstellungen sind in der Regel stärker (und schwerer zu verändern) als kognitiv oder behavioral basierte, da sie oft mit dem Wertesystem und damit dem Selbstkonzept eines Menschen verbunden sind. So erklärt sich die Resistenz von moralischen und religiösen Überzeugungen gegenüber Argumenten.
Aus der Konsistenz von geäußerter Einstellung und tatsächlichem Verhalten lässt sich ebenfalls Aufschluss über die Stärke der Einstellung gewinnen („Wasser predigen und Wein trinken“).
Starke Einstellungen sind im Allgemeinen zeitlich stabiler, schwerer zu verändern und konsistenter mit dem Verhalten als schwache Einstellungen.

## Funktionen von Einstellungen

### Psychologie
- Wissensfunktion: Einstellungen helfen dem Individuum sich zu orientieren. Es muss nicht ständig neue Informationen aufnehmen und neu bewerten, sondern kann Informationsverarbeitungsprozesse mithilfe seiner Einstellungen vereinfachen. Wer eine negative Einstellung gegenüber einem Politiker hat, muss seinen Reden nicht ins Detail folgen, sondern kann aus seiner Einstellung folgern, dass er auch dem Inhalt dieser Rede nicht zustimmen wird (vgl. Bestätigungsfehler). Umwelteindrücke werden auf diese Weise also reduziert, organisiert und strukturiert und erleichtern damit den Umgang mit zukünftigen Informationen. Diese Funktion von Einstellungen wird als Wissens- oder als Ökonomiefunktion bezeichnet.

- Instrumentelle Funktion: Von der instrumentellen Funktion von Einstellungen wird dann gesprochen, wenn Einstellungen dazu dienen, wünschenswerte Ziele (Belohnungen) zu erreichen und unangenehme Ereignisse zu vermeiden (Bestrafungen). So kann ich positive Einstellungen zur Umweltschutzbewegung haben, weil eine Freundin sich hier engagiert und ich für diese Einstellung von ihr mit Zuneigung belohnt werde. Man kann hier auch von einer Anpassungsfunktion sprechen, da die Einstellung der Situation so angepasst wird, dass eine maximale Belohnung erfolgt. Nicht die Einstellung selbst steht hier also im Vordergrund, sondern der Effekt, den eine Einstellung auf das eigene Wohlbefinden/für die Zielerreichung hat.

- Wertausdrucksfunktion oder Funktion der sozialen Identität: Einstellungen können dazu beitragen, die soziale Identität zu definieren. Überzeugungen und Wertvorstellungen formen das Selbst und beeinflussen die sozialen Beziehungen. Indem ich eine positive Einstellung zum Pazifismus äußere, ordne ich mich der Gruppe der Pazifisten (Eigengruppe) zu und distanziere mich von den Gruppen der Gleichgültigen und Bellizisten (Fremdgruppe), bestätige damit mein Selbstkonzept und gewinne hierdurch an Identität. Da Einstellungen hier der Bestimmung der eigenen sozialen Identität dienen, wird diese Funktion auch als Funktion für die soziale Identität bezeichnet.[13]

### Psychoanalyse
- Ich-Verteidigung oder Funktion der Aufrechterhaltung des Selbstwertgefühls: Nach Freuds Theorie kann eine Einstellung als Abwehrmechanismus das Ich vor Konflikten schützen. Indem wir negative Einstellungen auf das Einstellungsobjekt projizieren, können wir uns selbst entlasten. Indem man anderen Gruppen beispielsweise Attribute zuschreibt, die man selbst als nicht wünschenswert erachtet, kann man sich vor negativen Gefühlen sich selbst gegenüber schützen („Nicht ich bin faul, die Ausländer sind faul“). Da hierdurch das eigene Selbstwertgefühl aufrechterhalten oder gestärkt werden soll, wird diese Funktion auch als Funktion der Aufrechterhaltung des Selbstwertgefühls bezeichnet.

## Beziehungen zwischen Einstellungen
Grundannahme: Menschen empfinden es als angenehm, wenn sich ihre Einstellungen in einem harmonischen, spannungsfreien Zustand zueinander befinden und streben daher einen solchen Zustand an. Theorien, die mit dieser Grundannahme arbeiten, werden als Konsistenztheorien bezeichnet.

### Balance-Theorie
Die Balancetheorie von Fritz Heider beschäftigt sich mit triadischen Beziehungen, d. h. mit den Beziehungen der Einstellungen zwischen zwei Personen und einem Objekt. Es spielen also drei Einstellungen eine Rolle: die Einstellung von Person A zu Person B und die jeweiligen Beziehungen der Personen zu einem Objekt (Gegenstand, Idee, Ereignis usw.). Die jeweilige Beziehung kann positiv (+) oder negativ (-) sein. Diese Triade befindet sich in einem Balance-Zustand, wenn das Ergebnis der Multiplikation der Vorzeichen positiv ist. Angenommen ich liebe Tusnelda (+) und ich liebe Eishockey (+). Wenn nun Tusnelda ebenfalls Eishockey liebt, dann liegt ein Balance-Zustand vor (+ * + * + = +). Wenn sie Eishockey nicht mag, haben wir ein Problem (+ * + * – = -). Wenn ich Tusnelda nicht mag, wir aber beide Eishockey mögen, habe ich auch ein Problem, ebenso wenn wir uns nicht mögen und Eishockey auch nicht, so dass auch hier kein angenehmer Zustand vorliegt. Als besonders angenehm werden Beziehungen empfunden, in denen sich die beiden Personen mögen und in der Bewertung des Objekts übereinstimmen. Diese Theorie ist u. a. dazu verwendet worden, den Zusammenhang zwischen interpersonaler Zuneigung und Einstellungsähnlichkeit zu erklären.

### Theorie der kognitiven Dissonanz
Eine andere Theorie ist die Theorie der kognitiven Dissonanz von Leon Festinger. Hier werden vor allem die Beziehungen der Einstellungen zueinander in den Blick genommen. Einstellungen können in Festingers Begrifflichkeit konsonant, dissonant oder irrelevant sein. Auch hier wird davon ausgegangen, dass Individuen bestrebt sind, dissonante, also inkonsistente Kognitionen zu vermeiden. Ein klassisches Beispiel ist das sog. forced compliance-Paradigma. Im forced-compliance-Paradigma werden Leute „gezwungen“ (bzw. gebeten), einstellungsinkonsistentes Verhalten zu zeigen, und erhalten die Möglichkeit, dieses vor sich selbst zu rechtfertigen oder nicht. Die Möglichkeit zur Rechtfertigung scheint bei Leuten die Dissonanz, die durch das einstellungsinkonsistente Verhalten entsteht, abzubauen. Falls dies nicht möglich ist, bauen Leute die Dissonanz mittels einer Veränderung der Einstellung ab, da dies der einzige verbleibende Weg zur Reduktion der Dissonanz ist.
Die Stärke der Dissonanz (oder Stärke der Motivation, Konsonanz herzustellen) hängt vom Anteil der dissonanten Kognitionen an der Gesamtheit der Kognitionen ab, sowie von der relativen Wichtigkeit der relevanten Kognitionen.
Die entstandene Dissonanz kann auf unterschiedliche Arten aufgelöst werden. Hierbei unterscheidet man zwischen direkten und indirekten Abbaustrategien. Direkte Strategien beziehen sich auf die Auflösung der für die Dissonanz verantwortlichen Diskrepanz zwischen Verhalten und Einstellung, d. h., Personen verändern ihr Verhalten, um es mit ihren Einstellungen in Einklang zu bringen, oder verändern ihre Einstellung bezüglich ihres Verhaltens. Indirekt lässt sich Dissonanz auch durch Selbstbestätigung in anderen Bereichen auflösen (sog. Selbstaffirmation), z. B., falls man sich inkompetent verhalten hat und dies Dissonanz erzeugt, würde man nach anderen Verhaltensbereichen suchen, in denen man sich kompetent verhält (oder verhalten hat), oder mittels Trivialisierung der dissonanten Kognitionen.

## Änderung von Einstellungen
Einstellungen, die nicht sehr tief verankert sind, können sich spontan ändern, wie sich am Beispiel der Beliebtheit von Politikern zeigen lässt. Es existieren verschiedene Methoden, die Einstellungen anderer Menschen gezielt zu verändern. Oft ist es sozialer Einfluss, wie das Bedürfnis, einer Gruppe anzugehören, der Einstellungsänderungen bewirkt (vgl. Konformität). Grundsätzlich gilt für den Versuch, Einstellungen zu ändern, dass hier die besten Chancen bestehen, wenn man die Herkunft einer Einstellung berücksichtigt. Affektiv basierte Einstellungen verändert man also am ehesten über Ansprache der Affekte, indem man zum Beispiel versucht, bestimmte Emotionen zu einem Einstellungsobjekt zu erzeugen. Kognitiv basierte Einstellungen werden demgegenüber eher durch starke Argumente und verhaltensbasierte Einstellungen eher durch Verhaltensmaßnahmen verändert.

### Persuasive Kommunikation
Zu den am intensivsten beforschten Themengebieten in Bezug auf Einstellungen gehört die persuasive Kommunikation. Vor allem das Elaboration-Likelihood-Modell (Petty & Cacioppo, 1986) und das heuristisch-systematische Modell (Chaikin, Lieberman & Egal, 1989) wurden in diesem Zusammenhang entwickelt. Hier geht es darum, welche Art von Informationen uns unter welchen Bedingungen zu einer Änderung unserer Einstellungen bewegen kann.
Den beiden Modellen zufolge gibt es zwei Wege, auf denen wir Informationen verarbeiten: Einen zentralen Weg, bei dem wir uns reflexiv und kritisch mit den Argumenten auseinandersetzen, und einen peripheren Weg, bei dem wir heuristische Hinweisreize (d. h. einfache Faustregeln, mit denen wir gute Erfahrungen gemacht haben, wie: „was schön ist, ist gut“) zur Beurteilung eines Objekts verwenden. Welcher Verarbeitungsweg eingeschlagen wird, hängt davon ab, ob wir über genügend Motivation und die Fähigkeit verfügen, den Argumenten bzw. Informationen Aufmerksamkeit zu schenken und sie zu verarbeiten. Ist das der Fall, so setzen wir uns also mit den Informationen auseinander, lassen uns gegebenenfalls von den Argumenten überzeugen und ändern unsere Einstellung dauerhaft. Ist dies nicht der Fall, etwa weil wir abgelenkt sind oder uns das Thema nicht besonders interessiert, dann bewerten wir die Aussagen des Sprechers nach anderen Kriterien, den peripheren Hinweisreizen: Ist der Sprecher attraktiv? Halte ich ihn für einen Experten? Ändern wir auf diesem Wege unsere Einstellung, so ist diese Änderung weniger stabil als eine auf dem zentralen Wege erreichte. Insgesamt sind Einstellungsänderungen, die auf dem zentralen Weg erreicht wurden, zeitlich stabiler, schwieriger wieder zu verändern und eher konsistent mit dem Verhalten.

#### Emotionen und persuasive Kommunikation
Menschen in guter Stimmung lassen sich eher von peripheren Hinweisreizen beeinflussen, vor allem bei Themen, die ihnen bei kritischer Auseinandersetzung die Laune verderben könnten. Menschen in schlechter oder trauriger Stimmung sind dagegen skeptischer und lassen sich nur schwer und hauptsächlich auf dem zentralen Weg der Informationsverarbeitung überzeugen.
Emotionen können auf diese Weise auch als Heuristik verwendet werden: Ich fühle mich wohl, also kann das Objekt nicht schlecht sein. So wird auf Werbeveranstaltungen für z. B. Linoleum ein umfangreiches Rahmenprogramm mit Buffet und Musik dargeboten, um die Einstellung gegenüber diesem ansonsten eher nüchternen Produkt zu verbessern.
Man kann aber auch Emotionen erzeugen, um eine höhere Aufmerksamkeit zu erreichen. So zeigt man Rauchern am besten Fotos zersetzter schwarzer Lungen, um ihre Aufmerksamkeit zu maximieren. Um nun aber eine dauerhafte Einstellungs- und vor allem Verhaltensänderung zu erreichen, muss dem Verängstigten nun Informationsmaterial zur Verfügung gestellt werden, wie er diese Angst vermeiden kann – wie er nämlich aufhören kann zu rauchen.

#### Persönlichkeitseigenschaften
Weniger intelligente Menschen sind beeinflussbarer als intelligentere. Menschen mit besonders hohem oder niedrigem Selbstwertgefühl sind resistenter gegen Beeinflussungsversuche als Menschen mit durchschnittlichem Selbstwertgefühl. Eventuell interpretieren sie Beeinflussung als Gefahr für ihr Selbstbild (jeweils Schutz der niedrigen oder hohen Selbstwert-Werte).

### Theorien systematischer Informationsverarbeitung
Es gibt zur persuasiven Kommunikation einige kognitive Theorien, die beschreiben, wie Einstellung erworben und verändert werden kann und mit welchen man die Auswirkung persuasiver Kommunikation auf Einstellung erklären kann. Dabei gibt es Theorien, die sich nur auf die systematische Verarbeitung konzentrieren, und andere, die auch beachten, dass bei persuasiver Kommunikation noch andere Faktoren (wie oben genannte Emotionen und Persönlichkeitseigenschaften) an der Meinungsänderung beteiligt sein können.

#### Das Informationsparadigma von McGuire
Dieses Modell geht davon aus, dass zur Verarbeitung persuasiver Kommunikation mindestens fünf Bedingungen erfüllt sein müssen:
- Aufmerksamkeit
- Verstehen
- Akzeptieren der Argumente und Einstellungsänderung
- Beibehalten der geänderten Einstellung
- Verhalten gemäß der neuen Einstellung

Das Modell macht deutlich, wie schwierig es ist, durch persuasive Kommunikation eine Einstellungsänderung zu bewirken. Denn schon wenn der Zuhörer einen dieser Schritte nicht durchläuft bzw. nicht durchlaufen kann, ist die Kommunikation nicht erfolgreich und führt somit auch nicht zur Einstellungsänderung. Bei den meisten sozialpsychologischen Experimenten wird die Wirkung der Kommunikation direkt nach der Darbietung gemessen. Dadurch lässt sich McGuires Modell auf die ersten drei Faktoren beschränken. Weiterhin werden die ersten beiden Faktoren Aufmerksamkeit und Verstehen unter dem Begriff Rezeption zusammengefasst. Diese vereinfachte Version von McGuires Modell nennt man das Zwei-Faktoren-Modell der Überredung. Die zentrale Annahme beider Versionen ist, dass die Rezeption einer Botschaft die Einstellungsänderung bestimmt. Jedoch gibt es nur wenige empirische Belege für diese Annahme.

#### Das Modell kognitiver Reaktionen
Greenwald entwickelte dieses Modell, das im Gegensatz zu McGuire die Rolle der kognitiven Reaktionen, also der individuellen Gedanken, hervorhebt, welche beim Empfang persuasiver Botschaften entstehen. Diesem Modell zufolge kann man das Zuhören bei einer Kommunikation mit einer privaten Diskussion vergleichen, bei der der Zuhörer das Für und Wider der Argumente abwägt. Das Modell nimmt an, dass Botschaften in dem Maße persuasiv sind, wie sie positive Gedanken auslösen, andererseits jedoch nicht persuasiv, wie sie negative Gedanken erzeugen. Bei diesem Modell kommt es also darauf an, wie die Botschaften verarbeitet werden. Es gibt daher eine Vielzahl an Experimenten, die Variablen untersuchen, welche das Ausmaß der Botschaftsverarbeitung beeinflussen, wie zum Beispiel Ablenkung, Botschaftswiederholung und Involviertheit in das Thema. So fanden die Forscher z. B. bei diesen Untersuchungen heraus, dass schwache Argumentation viel positiver bewertet wurde, je größer die Ablenkung war. Im Gegensatz dazu nahm die Zustimmung und damit auch die Überredungswirksamkeit bei guter Argumentation mit zunehmender Ablenkung leicht ab.
Die Modelle von McGuire und das Modell von Greenwald unterscheiden sich
darin, welche Bedeutung sie der Rezeption der Argumente beimessen. Jedoch gehen diese Modelle von einer gemeinsamen Grundannahme aus, die besagt, dass Einstellungsänderung nur durch die systematische Verarbeitung der Argumente einer Kommunikation möglich ist.

### Zwei-Prozess-Modelle der Überredung
Es gibt jedoch andere Modelle, die davon ausgehen, dass es zwei Möglichkeiten der Informationsverarbeitung gibt, welche auch beide zu einer Einstellungsänderung führen können. Man nennt diese Modelle Zwei-Prozess-Modelle. Sie nehmen zusätzlich zu der systematischen bzw. dem zentralen Weg der Informationsverarbeitung, wie sie vom Modell der kognitiven Reaktionen beschrieben wird, an, dass es noch den peripheren Weg gibt, bei dem eine Vielzahl an Mechanismen eine Einstellungsänderung bewirken, auch ohne die systematische Verarbeitung der Argumente.

#### Das Modell der Elaborationswahrscheinlichkeit
Dieses Modell beschreibt die Wahrscheinlichkeit, mit der eine Person den zentralen Weg der Informationsverarbeitung wählt. Dies hängt dem Modell zufolge von Faktoren wie Motivation und Fähigkeit einer Person ab, den Argumenten einer Kommunikation zu folgen bzw. sie zu verstehen. Wenn dies nicht der Fall ist, hat die Logik der Argumente wenig Einfluss auf den Zuhörer. Stattdessen lässt sich der Zuhörer eher von den oberflächlichen Charakteristiken, etwa der Länge der Rede, dass der Redner ein Experte ist oder dass er besonders attraktiv ist, überzeugen, wenn diese den Anschein erwecken, dass die Kommunikation sinnvoll ist. Oder aber aufgrund von Hinweisreizen aus der Situation, welche auffällig sind, die die empfangenden der Botschaft wahrnehmen. Wenn eine Information aufgrund von Hinweisreizen bewertet wird, erwähnen Petty & Cacioppo (1986), dass es sich dabei um die periphere Route handelt.

#### Das Modell der heuristisch-systematischen Informationsverarbeitung
Dieses Modell wurde in den 1980er Jahren von Shelly Chaiken entwickelt. Im Jahr 1989 erweiterten es Chaiken, Liberman und Eagly um psychologische Bedingungen, die sie als Auslöser für das Beschreiten des heuristischen oder des systematischen Verarbeitungsweges ansahen.
Das Modell der heuristisch-systematischen Informationsverarbeitung befasst sich mit den Methoden, die ein Individuum anwendet, wenn es unfähig oder unmotiviert ist, den Argumenten einer Kommunikation zu folgen. Wenn das der Fall ist, so entscheidet eine Person aufgrund peripherer Hinweisreize wie zum Beispiel Aussehen oder Glaubwürdigkeit einer Person, ob sie die Botschaft akzeptiert oder nicht. Das heuristisch-systematische Modell geht davon aus, dass Menschen oft einfache Entscheidungsregeln, sogenannte Urteilsheuristiken, anwenden, um die Validität einer Botschaft zu prüfen, bevor sie sie akzeptieren. Solche Heuristiken sind oft einfache Faustregeln wie z. B. „Experten haben immer recht“, „Leute, die mir sympathisch sind, haben für gewöhnlich bei Sachthemen zutreffende Meinungen“ oder: „Eine lange Botschaft ist ein Hinweis auf gute Argumente“. Nur, wenn eine ausreichend hohe Motivation und Verarbeitungskapazität besteht, bringt die Person die kognitiven Ressourcen auf, sich zusätzlich systematisch mit Nachrichten auseinanderzusetzen, d. h. die Botschaft kritisch zu reflektieren.
Diese kognitiven Heuristiken sind jedoch nach dem Modell der Elaborationswahrscheinlichkeit nur einige wenige von vielen verschiedenen Arten der peripheren Informationsverarbeitung.

#### Motivation und ihre Auswirkung auf Einstellungsänderung
Motivation ist den Zwei-Prozess-Modellen zufolge ein wichtiger Faktor, der darüber entscheiden kann, ob Informationsverarbeitung auf dem zentralen oder peripheren Weg abläuft. Wichtigster Bestandteil dabei ist die persönliche Relevanz eines Themas für eine Person. Forscher fanden dabei heraus, dass, je weniger einer Person das Thema persönlich relevant erscheint, sie sich desto mehr von starker Argumentation überzeugen lässt. Genau umgekehrt war es bei schwacher Argumentation. Je weniger das Thema relevant war, desto mehr wurden die Argumente akzeptiert. Jedoch liegt die allgemeine Akzeptanz hier deutlich niedriger als bei guter Argumentation. Daraus folgerten die Forscher, dass, je relevanter ein Thema ist, die Zuhörer auch umso mehr willens sind, den Argumenten volle Aufmerksamkeit zu zollen, und daher wird es auch wesentlich wahrscheinlicher, dass der zentrale Weg der Informationsverarbeitung gewählt wird.
Die Zwei-Prozess-Theorien schließen jedoch nicht aus, dass der zentrale Weg und der periphere Weg der Informationsverarbeitung auch gleichzeitig ablaufen können. Dies kann zum Beispiel der Fall sein, wenn eine Person auch nach sorgfältiger Analyse der Argumente zu keinem eindeutigen Schluss kommt und dann Heuristiken anwendet, um sich letztendlich doch entscheiden zu können, ob sie die Botschaft akzeptiert oder nicht.
All diese Modelle gehen davon aus, dass jede Person danach strebt, eine korrekte Einstellung zu haben. Diese Motivation zur Richtigkeit bestimmt das Ziel der Verarbeitung, nämlich die Validität von persuasiven Botschaften zu überprüfen.

### Einstellungsänderung bei voreingenommenen Einstellungen
Was ist nun, wenn eine Person nicht motiviert ist, eine korrekte Einstellung zu besitzen, sondern eine voreingenommene Ansicht zu einem Thema hat? Dazu haben Wissenschaftler, beginnend mit Chaiken, Liberman und Eagly (1989), in den 1990er-Jahren das systematisch-heuristische Modell der Informationsverarbeitung um multiple Motive erweitert. Weitere wichtige Beiträge waren Eagly und Chaiken (1993) sowie Chaiken, Giner-Sorolla und Chen (1996). Zur Richtigkeitsmotivation wurden zwei weitere Motive der Informationsverarbeitung in das Modell aufgenommen.

#### Verteidigungsmotivation
Das Verarbeitungsziel dieser Motivation ist die Beibehaltung und Bestätigung der bestehenden Einstellung. Hierbei beachtet die Person nur die Argumente genauer, die ihre Einstellung unterstützen oder die entgegengesetzte ablehnen.

#### Eindrucksmotivation
Dieses Motiv bezieht sich auf das persönliche Bedürfnis einer Person, Einstellungen zu besitzen, die sozial annehmbar sind. Das Ziel dabei ist das Einnehmen einer Einstellungsposition, die potentiellen Beurteilern gefällt oder sie günstig stimmt.
Diese beiden Motivationsformen der Informationsverarbeitung können wie auch die richtigkeitsmotivierte Verarbeitung auf dem zentralen sowie auf dem peripheren Weg ablaufen.

### Auf Begründung basierende Einstellungsänderung
Wenn Menschen versuchen, Gründe für eine bestimmte Einstellung zu finden, greifen sie naturgemäß auf ihnen zugängliche Informationen zurück und konstruieren Erklärungen, die sie leicht in Sprache fassen können. Häufig sind ihnen die wahren Ursachen aber unbekannt, und sprachliche Ausdrucksfähigkeiten sind individuell verschieden. Wunschdenken spielt in die Überlegungen hinein, kulturabhängige Denktraditionen sowie mögliche Gründe, die zufällig gerade im Gedächtnis aktiv sind. Beispiel: Ein Kunde greift, weil er ohne sein Wissen von einem Werbespot beeinflusst wurde, zu Produkt A statt Produkt B. Nach den Gründen für seine Kaufentscheidung befragt, stellt er Pros und Contras für beide Produkte zusammen, deren Auswertung ihn überzeugt, beim nächsten Mal Produkt B zu kaufen. Probleme entstehen, wenn eine sachlich falsche oder sprachlich unbeholfene Begründung so plausibel klingt, dass die Einstellung daraufhin geändert wird. Beispiel: Ein Basketball-Experte kann intuitiv, aufgrund tausendfacher hochkomplexer, aber nicht verbalisierter Erfahrungen, gut Spielergebnisse vorhersagen. Falls er, nach seiner Methode befragt, nun Begründungen seiner Einstellungen zurechtzimmert, werden sich seine Fähigkeiten verschlechtern. Falls es zu einer begründungsbasierten Einstellungsänderung kommt, ist sie, wenn die tatsächlichen Ursachen weiter bestehen, nicht sehr stabil. Einstellungen, die Menschen äußern, nachdem sie ihre Gründe „analysiert“ haben, sind schlechte Verhaltensprediktoren. Entscheidungen, die aufgrund einer solchen Einstellungsänderung getroffen wurden, werden daher später oft bereut.

### Beständigkeit der Einstellungen
Einstellungsveränderungen, die durch den zentralen Weg bzw. durch systematische Verarbeitung der Argumente herbeigeführt wurden, sind nachhaltiger als Einstellungen, die aufgrund peripherer Verarbeitung erworben wurden. Zusätzlich dazu haben Forscher herausgefunden, dass, je stärker eine Einstellung ist, sie umso resistenter gegen Veränderungen ist. Die Einstellungsstärke hängt dabei von der Einstellungszugänglichkeit ab, also davon, wie schnell einem seine Einstellung zu einem bestimmten Einstellungsobjekt in den Sinn kommt.

## Vorhersage von Verhalten aufgrund von Einstellungen
Eine frühe Studie zu diesem Thema stammt von Richard LaPiere (1934), der mit einem chinesischen Ehepaar durch die USA reiste und Hotels besuchte, um zu überprüfen wie gut ein vorherrschendes Stereotyp gegenüber Chinesen das Verhalten (Ablehnung einer Übernachtung) vorhersagt (mehr dazu, siehe: LaPieres Studie von 1934).
Spontanes Verhalten kann durch Einstellungen nur vorhergesagt werden, wenn diese leicht zugänglich sind, die entsprechenden Gedächtnisinhalte also schnell aktiviert werden können. Veganer können sich an einem Buffet auch deshalb schneller entscheiden, weil ihnen ihre Auswahlkriterien präsenter sind. Mit der Vorhersage überlegten Verhaltens beschäftigt sich Ajzens „Theorie des geplanten Verhaltens“ (Theory of planned behavior).

### Theorie des geplanten Verhaltens
Diese von Icek Ajzen entworfene Theorie des geplanten Verhaltens (auch engl. Theory of planned behavior) befasst sich damit, inwiefern man das Verhalten einer Person gegenüber einem Einstellungsobjekt (Person, Sachverhalt, Idee usw.) vorhersagen kann, wenn man die Einstellung der Person gegenüber dem Einstellungsobjekt kennt.

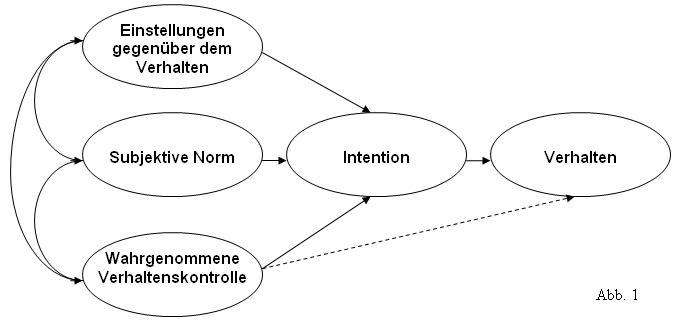
Das Modell des geplanten Verhaltens, Abb. 1

Nach der Theorie ist die Intention (Verhaltensabsicht) der beste Prädiktor des Verhaltens, falls ausreichend Motivation, Zeit und geistige Kapazität (also keine Ablenkungen, Müdigkeit o. ä.) vorhanden sind. Die Intention wiederum ist abhängig von drei Faktoren. Diese sind:
- die Einstellung gegenüber dem Verhalten,
- die sozialen Normen, also die Erwartung, wie nahestehende Personen das geplante Verhalten bewerten werden, sowie
- die Erwartung, wie einfach oder schwierig die Ausführung des geplanten Verhaltens wird (wahrgenommene Verhaltenskontrolle).[32]

Einstellung gegenüber dem Verhalten und soziale Normen: Eine Person wird nach Ajzen ein Verhalten dann ausführen, wenn sie es positiv bewertet und wenn sie glaubt, dass für sie bedeutsame Personen die Ausführung dieses Verhaltens ebenfalls positiv bewerten würden. Sollte es für die Person keine relevanten Bezugspersonen geben, so wird die Einstellungsdeterminante ein größeres Gewicht bekommen. Auf der anderen Seite ist es möglich, dass die starke Verankerung der Person in einer Gruppe bewirkt, dass der subjektiv erlebte Druck die primäre oder sogar einzige Verhaltensdeterminante darstellt und die Einstellungen zur Verhaltensvorhersage irrelevant werden. Einstellungen und subjektive Normen beeinflussen also laut dem Modell die Intention (Absicht), ein bestimmtes Verhalten zu zeigen oder nicht zu zeigen. Diese Intention wirkt schlussendlich direkt als Entscheidungskomponente auf das Verhalten. Dabei nimmt die Wahrscheinlichkeit, dass das Verhalten ausgeübt wird, umso stärker zu, je stärker die Intention ist.
Wahrgenommene Verhaltenskontrolle: Bei der Theorie des geplanten Verhaltens (Abb. 1) kommt nun noch als dritte Determinante der Intention, zusätzlich zu den Einstellungen und der subjektiven Norm, die wahrgenommene Verhaltenskontrolle hinzu. Diese bezeichnet die erwartete Mühelosigkeit bei der tatsächlichen Ausführung des beabsichtigten Verhaltens. Damit wird also die Überzeugung einer Person, wie leicht oder wie schwierig ein Verhalten für sie auszuführen ist, festgestellt. Diese Ergänzung der Theorie ist vor allem bei solchen Verhaltensweisen von Vorteil, über die eine Person nur eine geringe persönliche Kontrolle hat. Damit lässt sich also sehr gut die Wahrscheinlichkeit voraussagen, mit der eine Person ein bestimmtes Verhalten zeigen wird, über welches sie nur eine eingeschränkte persönliche Kontrolle besitzt. Je mehr Ressourcen und Verhaltensmöglichkeiten eine Person zu besitzen glaubt, desto größer wird, dem Modell zufolge, die wahrgenommene Verhaltenskontrolle über das Verhalten sein. Man muss allerdings beachten, dass die wahrgenommene Verhaltenskontrolle nicht mit der tatsächlichen Verhaltenskontrolle, die sich nur schwer ermitteln lässt, übereinstimmen muss. Die wahrgenommene Verhaltenskontrolle kann das Verhalten zum einen indirekt über die Intention beeinflussen, sich aber zum anderen auch direkt darauf auswirken. Demnach sagt die Intention nur den Versuch der Verhaltensausführung vorher und nicht auch notwendigerweise dessen Ausführung. Außer dem Einfluss auf die Intention und das Verhalten wirken die drei Prädiktoren auch noch wechselseitig aufeinander (siehe auch Abbildung 1). Nach Ajzens Überlegungen kann man nun annehmen, dass die wahrgenommene Verhaltenskontrolle mit der Verhaltensausführung positiv korreliert. Diese Korrelation wird aber nur dann hoch sein, wenn die wahrgenommene Verhaltenskontrolle mit der tatsächlichen Verhaltenskontrolle weitgehend übereinstimmt.
Die Theorie des geplanten Handelns geht aus der Revision der Theorie des überlegten Handelns hervor. Beide Theorien sind identisch, wenn die wahrgenommene Verhaltenskontrolle bzw. die Kontrolle über internale und externale Faktoren einen maximalen Wert erreicht und damit die subjektive Erfolgswahrscheinlichkeit der Handlungsausführung gegen 1,0 geht. In diesem Fall wird die Intention ein guter Prädiktor des Verhaltens sein und die Theorie des überlegten Handelns kann direkt angewandt werden. Es bleibt jedoch zu beachten, dass es eine Menge verschiedener interner und externer Faktoren wie z. B. zu wenig Geld, Zeit, ungünstige Gelegenheit oder mangelnde Fähigkeit gibt, die möglicherweise verhindern, dass eine Person ein stark intendiertes Verhalten ausführt.
Hierzu ein Beispiel:
Nehmen wir an, ich liebe das Bergsteigen. Kommt es zu der Verhaltensabsicht: „Ich werde den Kilimandscharo besteigen!“? Zunächst ist nicht die Frage, wie ich im Allgemeinen zum Bergsteigen stehe, sondern, wie meine Einstellung zum Besteigen des Kilimandscharos ausgeprägt ist. Die zweite Variable berührt die Frage, ob die Personen in meiner Umwelt ein solches Verhalten wohl befürworten oder ablehnen würden und ob mir deren Meinung wichtig ist (die Haltung meiner Frau kann zum Beispiel relevanter sein als die Einstellung meines Postboten). Drittens gilt es abzuwägen, ob ich das Verhalten und dessen Konsequenzen unter Kontrolle habe: Sind meine Kletterfertigkeiten ausreichend? Habe ich Urlaub zu dieser Zeit? Wird das Wetter gut genug sein? Wenn all diese Überlegungen zu einem positiven Ergebnis führen, dann werde ich wahrscheinlich die entsprechende Verhaltensabsicht formulieren. Sind also die Ausprägungen dieser 3 Variablen bekannt und ist eine Verhaltensabsicht formuliert, so kann das Verhalten relativ gut vorhergesagt werden. Einstellungen wirken also nur unter Vermittlung anderer Variablen auf unser Verhalten, der beste Prädiktor ist die Verhaltensabsicht.

### Andere relevante Variablen
Die Vorhersagekraft für ein Verhalten hängt jedoch auch von weiteren Faktoren ab:

#### Spezifität
Je spezifischer eine Einstellung zu einem spezifischen Verhalten passt, desto besser sagt diese Einstellung das Verhalten voraus. Das sogenannte Korrespondenzprinzip nach Icek Ajzen & Martin Fishbein besagt, dass Einstellung und Verhalten dann am stärksten übereinstimmen, wenn der Spezifitätsgrad beider gut übereinstimmt.
Eine Untersuchung (Davidson & Jaccard, 1979) befragte Frauen zu ihrer Einstellung gegenüber Verhütungsmitteln. Dabei interessierte, ob diese Frauen in der nächsten Zeit tatsächlich die Pille einnehmen würden – also ein sehr spezifisches Verhalten. Befragte man die Frauen sehr global „Was ist ihre Einstellung gegenüber Verhütungsmitteln?“, sagte ihre Einstellung den tatsächlichen Gebrauch schlecht vorher (Korrelation: 0.08). Je spezifischer die abgefragte Einstellung jedoch war (je ähnlicher dem Verhalten im Spezifitätsgrad) desto besser sagte diese das Verhalten vorher: „Was halten Sie von der Pille?“ (Korrelation: 0.32); „Was halten Sie davon, selbst die Pille zu nehmen?“ (Korrelation: 0.52); „Würden sie in den nächsten zwei Jahren die Pille nehmen?“ (Korrelation: 0.57).

#### Salienz der Einstellung
Je salienter eine Einstellung für ein bestimmtes Verhalten ist, d. h. je besser sie dem Bewusstsein zugängig ist, desto besser stimmen beide überein. Salienz bezieht sich dabei v. a. auf die Verfügbarkeit im Gedächtnis.
Snyder und Swam führten 1976 eine Untersuchung zu diesem Thema durch: Sie befragten Studenten zu ihrer Einstellung gegenüber positiver Diskriminierung und ließen sie einen Aufsatz mit ihren Argumenten verfassen. Zwei Wochen später legte man ihnen einen Fallbericht über eine geschlechtsspezifische Diskriminierung vor und bat sie, ihre Meinung dazu abzugeben. Die Hälfte der Versuchspersonen wurde davor gebeten, sich ihre Argumente aus dem Aufsatz noch einmal im Gedächtnis zu strukturieren – die andere Hälfte erhielt keine Instruktionen. Jene Gruppe, die sich ihre Einstellung noch einmal ins Gedächtnis gerufen hatten, zeigte eine größere Übereinstimmung zwischen ihrer Einstellung im Aufsatz und ihrer Beurteilung des Fallberichts. Für sie war die eigene Einstellung offensichtlich salienter.

#### Persönliche Erfahrung mit dem Einstellungsobjekt
Je mehr persönliche Erfahrung mit dem Einstellungsobjekt gemacht wurden, desto mehr stimmten Einstellung und Verhalten gegenüber diesem Objekt überein. Fazio bezeichnete die Stärke der Assoziation zwischen der Einstellung und ihrem Objekt im Gedächtnis als Verfügbarkeit.
In einer Untersuchung gab man Versuchspersonen fünf verschiedene Rätseltypen und bat sie, diese hinsichtlich ihres Anreizes einzuschätzen. Eine Gruppe bildete sich ihr Urteil aus persönlicher Erfahrung mit den Aufgaben – sie bearbeitete sie probeweise. Eine andere Gruppe erhielt fertige, von anderen Personen bearbeitete Rätsel und sollte daraufhin ihr Urteil bilden. Später überließ man den Versuchspersonen die freie Wahl zwischen den Aufgaben und wies sie an, diese nach Lust und Laune zu bearbeiten. Für jene Gruppe, welche vorher persönlich die Rätsel bearbeiten durfte, sagte deren daraufhin gebildetes Urteil über die Aufgabentypen das spätere Ausmaß der Bearbeitung der einzelnen Rätselaufgaben besser vorher, als für die andere Gruppe.

#### Sozialer Druck
Je geringer der soziale Druck auf Personen, ein bestimmtes Verhalten oder eine bestimmte Einstellung zu vertreten, desto besser stimmen Handlung und Einstellung überein. Ein Beispiel aus der Politik in den USA: Die Mehrheit der Kongressabgeordneten stimmte 2002 für die Invasion des Irak – in einer Befragung lehnten die meisten von ihnen den Irakkrieg privat jedoch ab.

#### Globalität
Das Aggregationsprinzip besagt, dass globale Einstellungsmaße globale Verhaltensmaße besser vorhersagen, als spezifische Handlungen.
Zusätzlich relevante Variablen sind u. a.: Gewohnheiten, moralische Verpflichtungen zu einem bestimmten Verhalten und die Relevanz eines Verhaltens für die Selbstidentität. Wenn ich gewohnt bin, dass eine Putzfrau meine Wohnung säubert, dann kommt es vielleicht trotz günstiger Ausprägung der anderen Variablen nicht zu einer Verhaltensabsicht (Gewohnheit). Selbst wenn alle anderen Variablen die Ausübung der Selbstjustiz am Mörder meiner Schwester begünstigen, so verhindert vielleicht doch mein buddhistischer Glaube das Aufkommen einer solchen Absicht (moralische Verpflichtung). Wenn mein Selbstbild als Samariter sehr wichtig ist, dann beabsichtige ich vielleicht die Teilnahme als „Arzt ohne Grenzen“ in Krisengebieten, auch wenn meine Familie dagegen und die Verhaltenskontrolle (ich könnte getötet werden) gering ist (Relevanz für Selbstidentität).

#### Persönlichkeitseigenschaften
Menschen mit hohem Self-Monitoring (d. h. Menschen, die ihr Handeln stark an den antizipierten Einstellungen Anderer orientieren), neigen zu einer niedrigeren Konsistenz zwischen Einstellung und Verhalten. Offenbar spielen hier Umwelteinflüsse eine starke Rolle.
Menschen mit hoher berichteter Selbstkonsistenz (d. h. Menschen, die ihr eigenes Verhalten als konsistent mit ihren Einstellungen einschätzen), verhalten sich tatsächlich eher konsistent.

#### Beispiel für Diskrepanz zwischen Verhalten und Einstellung
In einer Untersuchung bestätigten Batson und Kollegen ein Phänomen, welches sie als moralische Scheinheiligkeit bezeichneten:
Versuchspersonen bekamen zwei Aufgaben: für die Lösung der einen konnten 30 $, für die andere nichts gewonnen werden. Sie sollten nun eine der beiden Aufgaben sich selbst und die andere einer zweiten Person zuordnen. Zuerst wurden sie befragt, ob es fair wäre, sich selbst die 30-$-Aufgabe und dem anderen die Aufgabe ohne Gewinn zuzuweisen. Nur ein Zwanzigstel der Versuchspersonen stimmte dieser Aussage zu – die große Mehrheit hatte die Einstellung, diese Handlung wäre nicht fair oder angemessen.
Nachher ließ man die Probanden die Aufgaben tatsächlich sich und einem anderen zuordnen. Nun ordnete die Mehrheit von ihnen sich selbst die 30-$-Aufgabe und der anderen Person die 0-$-Aufgabe zu. Ihr Verhalten und ihre Einstellung stimmten nicht überein! Auch wenn man die Probanden anwies, in einem Raum allein ohne Beobachtung eine Münze zu werfen, um zu entscheiden, wer welche Aufgabe bekommen sollte, wies sich die Mehrheit noch die 30-$-Aufgabe zu. Sie mussten beim Münzwurf gemogelt haben (vielleicht hatten sie erst nach dem Wurf entschieden, wer Kopf und wer Zahl bekommt). Selbst wenn man die Münzseiten eindeutig markierte und die Aufgabenzuordnung somit unstrittig war, wies sich die große Mehrheit die 30-$-Aufgabe zu.

### Methoden der Einstellungsmessung
Ziel der Methoden der Einstellungsmessung ist die empirische Überprüfung der Theorie des geplanten Verhaltens. Eindimensionale Methoden sind die Over-all-Messung, summierte Ratingskalen (Likert-Skala) und die Skalogrammmethode nach Guttman.
Mehrdimensionale Methoden sind Multiattributionsmodelle und das semantische Differenzial. Die Multiattributionsmodelle lassen sich unterscheiden nach kompositionellen und dekompositionellen Methoden (insb. die Conjoint-Analyse bzw. ein Faktorieller Survey). Zu den Kompositionellen Methoden gehören die Ansätze von Fishbein und Morris Rosenberg sowie die Weiterentwicklung von Trommsdorff.
Gemessen werden muss deshalb zunächst die Einstellung gegenüber einem bestimmten Sachverhalt. Dabei spielen eine Rolle:
- die subjektiven Normen,
- die Intention zur Durchführung des Verhaltens,
- sowie das tatsächliche Verhalten, welches durch Beobachtung und/oder einen Verhaltensbericht der Befragten (z. B. ein Verhaltensrückblick).

Die Faktoren können z. B. direkt durch eine Befragung von Personen ermittelt werden, die über jede Frage durch Ausfüllen einer Skala urteilen. Genauer gesagt sollte man also bei einem vollständigen Test des Modells folgende Variablen messen:
- Die Einstellungskomponenten: Dazu gehören die Überzeugungen in Bezug auf mögliche Verhaltenskonsequenzen, sowie deren Bewertung (indirekte Feststellung der Einstellung). Zusätzlich wird die Einstellung noch direkt gemessen, meist über ein semantisches Differenzial. Dies ist eine bekannte Form für eine Bewertungsskala. In der Originalskala von Charles Osgood (siehe Semantisches Differenzial) stehen sich bei der Skala meist zwei Adjektive gegenüber, zum Beispiel „gut“ und „schlecht“. Die Lage des Antwortkreuzes entscheidet über die Bewertung der Frage.

- Die subjektiven Normen: Auch hier misst man zunächst die normativen Überzeugungen und die Motivation zur Konformität. Es erfolgt ebenfalls eine direkte Messung der subjektiven Normen sowie eine Feststellung der Gewichtung der verschiedenen Normen für eine Person.
- Die Intention, welche direkt abgefragt wird.
- Das Verhalten, welches entweder durch Beobachtung oder einen Verhaltensbericht festgestellt wird.

Dabei muss man beachten, dass die Einstellungs- und Verhaltenskomponenten, sowie die der subjektiven Norm und der Verhaltenskontrolle hinsichtlich des Handlungs-, Ziel-, Kontext- und des Zeitaspektes einen vergleichbaren Spezifikationsgrad aufweisen (Prinzip der Korrespondenz).

## Der Begriff „Einstellung“ in der populären Psychologie
In den Vereinigten Staaten, wo Autoren wie Dale Carnegie bereits in den 1930er Jahren die Methode des Positiven Denkens beworben haben, ist das psychologische Konzept der Einstellung (engl. attitude) in sehr viel größerem Maße popularisiert als z. B. in Deutschland. Der Gedanke, dass das, was man im Leben erreicht (Erfolg in Schule und Beruf, harmonisches Auskommen mit dem Partner usw.), zu einem großen Teil von der Einstellung (gegenüber den eigenen Fähigkeiten, dem Partner usw.) bestimmt wird, ist im populären psychologischen Diskurs dieses Landes allgegenwärtig. Eine umfangreiche Ratgeberliteratur, die bis in die Kinderbuchsparte hinein reicht, lehrt dort den bewussten Umgang mit den eigenen Einstellungen und gibt Anleitung, wie Erwartungshaltungen, mit denen der Betreffende sich nach dem Prinzip der selbsterfüllenden Prophezeiung selbst behindert, durch günstigere ersetzt werden können.